# Радзивилл, Криштоф Николай
Криштоф Николай Артур Радзивилл, пол. Krzysztof Mikołaj Radziwiłł (29 июля 1898, Зегрже — 24 марта 1986, Варшава) — польский аристократ, князь, землевладелец, политический деятель, сенатор Республики Польша, депутат Сейма, подпоручик резерва пехоты Войска Польского.

## Биография
Представитель западнорусского княжеского рода Радзивиллов герба «Трубы». Старший сын князя Мацея Николая Радзивилла (1873—1920), графа на Шидловце, и Розы Потоцкой (1878—1931). Младшие братья — князья Артур, Константин и Мацей Радзивиллы.
Владелец имения Сихув Большой (Sichów Duży) в Свентокшиском воеводстве. Политический активист в межвоенный период, член Сената Польши.
Во время Второй мировой войны князь Криштоф Радзивилл был заключен в концлагерь в Майданеке. После войны он сотрудничал с правительством Польской Народной Республики, в частности, был главой дипломатического протокола и депутатом Законодательного Сейма (1947—1952) от Демократической партии.
За сотрудничество с коммунистическим правительством Польши Криштоф Радзивилл получил от своих родственников прозвище «Красный принц».
После ухода из публичной деятельности занимался переводом немецкой литературы.
Награждён Офицерским Крестом Ордена Возрождения Польши.

## Семья и дети
12 сентября 1923 года в Курозвеках женился на Софии Попель (23 сентября 1900 — 1 февраля 1991), дочери Павла Попеля и Марии Манковской. Их дети:
- Барбара Мария Роза (род. 6 июня 1924, Сихув — 27 октября 2008, Варшава), муж с 1980 года граф Анджей Людвик Рей (1924—2004)
- Мария Тереза Ядвига (род. 10 июля 1925, Сихув — 31 августа 2009, Варшава), муж с 1955 года Криштоф Дунин-Вазович (1923—2013), развелись
- София Мария Антонина (род. 1 мая 1928, Сихув), муж с 1951 года Зигмунд Скоржинский (1923—1940)
- Станислав Николай Януш Мацей (18 декабря 1930, Сихув — 12 августа 2012, Варшава), жена с 1955 года Хелена Джером (1926—2012)
- Анна Мария Пия (род. 20 апреля 1939, Сихув — 23 января 2009, Варшава), польский историк, педагог и политик, заместитель министра образования, сенатор Польши 1989—1991.